# Propionispora vibrioides
Propionispora vibrioides è una specie di batterio appartenente alla famiglia delle Acidaminococcaceae.